# Ericthonius latimanus
Ericthonius latimanus är en kräftdjursart. Ericthonius latimanus ingår i släktet Ericthonius och familjen Ischyroceridae. Inga underarter finns listade i Catalogue of Life.